# Peugeot Quark
Le Peugeot Quark est un prototype concept car d'automobile Peugeot présenté au Mondial de l'automobile de Paris en 2004.

## Caractéristiques
Le Quark est un véhicule écologique à deux places avec un moteur électrique pour chacune des quatre roues, alimentés par une pile à combustible à hydrogène liquide qui ne rejette que de la vapeur d'eau.

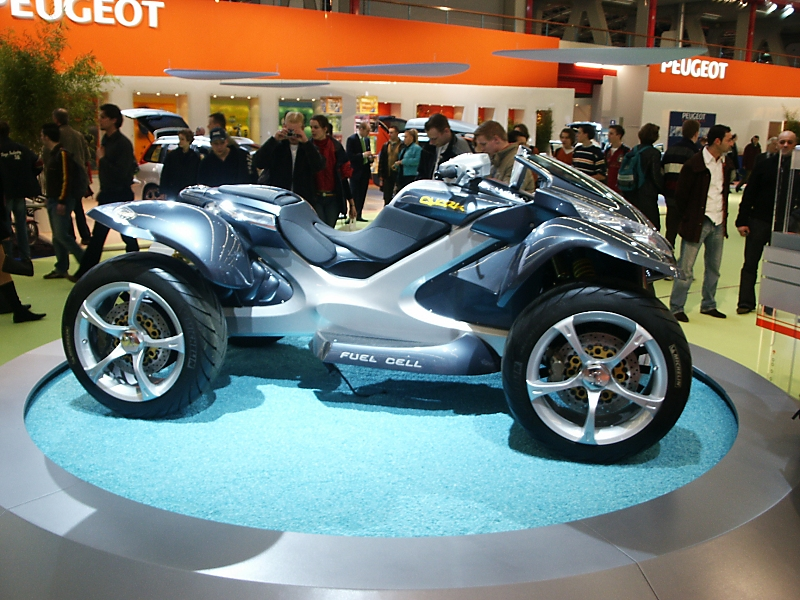
Le Peugeot Quark au Amsterdam Motor Show en 2005.